# Cryptopone undet
Cryptopone undet é uma espécie de formiga do gênero Cryptopone, pertencente à subfamília Ponerinae.